# MESS
MESS (Multiple Emulator Super System), früher u. a. als Standardsnapshot in MESSGUI teils auch M.E.S.S. ist ein seit 1998 verfügbares Emulator-System für viele Spielkonsolen und Computersysteme. Seit Mai 2015 ist MESS mit dem Ursprungsprojekt MAME vereinigt, wer seine Versionen selbst aus dem Quellcode von MAME kompiliert, kann eine schlankere Version mit dem Fokus auf Computer und Konsolen bauen, deren ausführbare Datei dann den Namen mess(64) trägt.

## Architektur
Die Zielsetzung von MESS ist die Erhaltung jahrzehntelanger Computer- und Konsolengeschichte trotz fortschreitender technologischer Entwicklung. MESS basiert auf dem MAME-Kern.
MESS emuliert Handhelds, Spielkonsolen, Computer (inklusive Großrechner und Einplatinencomputer), sowie Taschenrechner, Schachcomputer u. ä. Der Schwerpunkt des Projektes liegt (wie auch bei MAME) auf der Genauigkeit der Emulation und plattformunabhängigem Quelltext, weshalb es nicht immer der schnellste Emulator für ein bestimmtes System ist. Seit Mai 2015 (Version 0.162) basieren sowohl MESS als auch MAME auf demselben Quelltext. Beide Projekte haben von der Zusammenlegung profitiert, da Verbesserungen an Komponenten so sowohl der Arcade- als auch der Computer- und Konsolenemulation zugutekommen.
Es werden zurzeit 2199 Systeme, davon 1081 eigenständige, emuliert (Stand: Ver. 0.163 vom 25. Februar 2015). Das älteste unterstützte System ist die Small-Scale Experimental Machine aus dem Jahr 1948.
Für die meisten Systeme werden zusätzlich sogenannte ROM-Abbilder (Images) der einzelnen Betriebssystem-Dateien und oft auch der damals benutzten Speichermedien (z. B. Diskettenimages) benötigt. Diese werden aus urheberrechtlichen Gründen, wie bei vielen anderen Emulatoren auch, nicht mitgeliefert.

## Verwendung
2013 begann das Internet Archive damit, Abandonware-Spieleklassiker als Browser-spielbare Emulation via M.E.S.S. anzubieten, z. B. das Atari 2600 Videospiel E.T. the Extra-Terrestrial.

## Liste der unterstützten Systeme (Auszug)
- 3DO
- ABC 80
- ABC800
- Acorn Electron
- Adventure Vision
- Amiga 500
- Amiga CDTV
- Amstrad CPC
- APEXC
- APF Imagination Machine
- APF M1000
- Apple I
- Apple II
- Apple IIc
- Apple IIgs
- Apple III
- Apple Lisa
- Arcadia 2001
- Atari 2600
- Atari 400
- Atari 5200
- Atari 7800
- Atari 800
- Atari Jaguar
- Atari Lynx
- Acorn Atom
- Bally Professional Arcade
- BBC Micro
- BBC Master
- BeBox
- Cambridge Z88
- Channel F
- Chess Champion MK II
- Coleco Adam
- ColecoVision
- Colour Genie
- Commodore 16
- Commodore 64
- Commodore 65
- Commodore 128
- Commodore Max
- Compis
- Concept
- Capcom CPS Changer
- DAI Personal Computer
- Dragon 32
- Dragon 64
- Dragon Beta Prototype
- Enterprise 128
- Exidy Sorcerer
- Famicom
- Franklin Electronic Publishers
- FunVision
- Galaksija
- Game.com
- Game Boy
- Game Boy Color
- Geneve 9640
- IBM PC
- Intellivision
- Interton VC4000
- Jupiter Ace
- Kaypro
- KC 85
- KIM-1
- Laser 110
- Laser 128
- Laser 200
- Laser 210
- Laser 310
- Laser 350
- Laser 500
- Laser 700
- Macintosh
- Mattel Aquarius
- MC-10
- Microprofessor I
- MicroBee
- Microtan 65
- MSX
- MZ-700
- Nascom
- NC100
- Nintendo 64
- Nintendo Entertainment System
- Odyssey 2
- Oric Atmos
- PC Engine
- PDP-1
- PET 2001
- Philips P2000T
- PK-01 Lviv
- PlayStation
- PMD-85.1
- Primo A-32
- Rainbow 100
- SAM Coupé
- Sega Game Gear
- Sega Master System
- Sega Mega Drive
- SGI Indigo
- SGI Indy
- Sharp PC-1251
- Sharp PC-1350
- Sharp PC-1401
- Sharp PC-1403
- Sinclair QL
- Sinclair ZX80
- Sinclair ZX81
- Sinclair ZX Spectrum
- Sord M5
- Super Game Boy
- Super Nintendo Entertainment System
- Supervision
- Tandy TRS-80 Color Computer
- Tangerine Computer Systems
- Tatung Einstein
- TI-81
- TI-85
- TI-86
- Texas Instruments TI-99/4A
- TRS-80
- TurboGrafx 16
- TX-0
- VC 20
- Vectrex
- UK101
- Watara Supervision
- WonderSwan